# Sulfeto de chumbo(II)
Sulfeto de chumbo (II) é um composto inorgânico com a fórmula PbS. Encontra limitado uso em dispositivos eletrônicos. O PbS, também conhecido como galena, é o principal mineral e mais importante composto de chumbo.